# Marijampolský kraj
Marijampolský kraj (litevsky Marijampolės apskritis) je jedním z deseti litevských krajů. Kraj leží na jihu země a jeho hlavním městem je Marijampolė. Hraničí s Polskem na jihu a s Ruskem na západě.

## Administrativní členění
Mariupolský kraj se dělí na pět okresů:
|  | Kalvarija   |
|  | Kazlų Rūda  |
|  | Marijampolė |
|  | Šakiai      |
|  | Vilkaviškis |